# Lévis-Saint-Nom
Lévis-Saint-Nom è un comune francese di 1 767 abitanti situato nel dipartimento degli Yvelines nella regione dell'Île-de-France. Nel territorio comunale ha la sua sorgente il fiume Yvette.

## Società

### Evoluzione demografica
Abitanti censiti